# 하나야마타
《하나야마타》(일본어: ハナヤマタ), (영어: hanayamata)는 하마유미바 소가 그린 만화 작품이다. 일본의 《망가 타임 키라라 포워드》(호분샤) 2011년 6월 호부터 2018년 4월호까지 연재되었다. 단행본은 10권. 2014년 7월부터 9월까지 TV 도쿄에서 TV 애니메이션이 방송되었다.

## 작품 개요

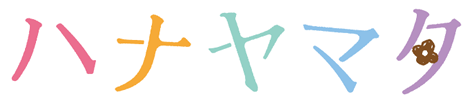

요사코이에 청춘을 바치는 여중생들의 활동을 그리는 이야기. 제목은 히로인 5명의 이름의 첫 글자를 나열한 애너그램이다.
원작에서의 배경은 가나가와현 가마쿠라시 주변. 또한 등장인물의 이름은 각각 가마쿠라의 지명에서 가져온 것이다.

## 줄거리
외모도 성적도 체육도 미술도 극히 보통인 14살 여중생, 세키야 나루는 주인공을 동경하는 나날을 보내면서도 매우 평범한 생활을 보내고 있었다.
그러나 개학식 날 달밤, 나루는 달빛 아래에서 일본 옷 차림으로 춤추는 요정 같은 이국의 소녀와 만난다. 넋 놓고 보고 있던 나루는 그 소녀, 하나 N. 폰테인스탠드에게서 함께 요사코이를 추자고 권유받는다. 나루는 ‘요사코이’라는 비일상의 세상으로 초대되어 스스로를 빛나게 하기 위해 발을 내딛게 된다.

## 등장인물

### 요사코이 부
세키야 나루 (関谷 なる) 
성우 - 우에다 레이나
본 작품의 주인공. 여학교인 유이하마중학교 2학년. 14세. 혈액형 B형, 신장 150cm, 체중 45kg, 4월 2일생 양자리. 좋아하는 꽃은 벚꽃.
자신을 ‘아무런 쓸모도 없는 지극히 평범한 여자아이’라고 믿고 있어 그것에 열등감을 가지고 있다. 한편 어린 시절에 부모와 보러 간 영화의 영향으로 히로인을 동경하고 있다.
취미는 독서, 만화, 시, 영화 감상. 취약 과목은 수학과 이과. 집에는 아버지가 경영하는 도장이 있어 발도술를 배우고 있다.
심약한 성격이어서 오랫동안 내디딜 용기를 갖지 않으며 행동으로 옮기지 않고 있었지만 하나와 만나면서 요사코이를 알고 스스로 변하기 위해 친구로서 하나의 활동을 돕기로 결심하여 요사코이 부의 일원이 된다.
남의 시선을 느끼면 발이 굳어 버리는 고민을 가지고 있으나 친구들이 각자 가지고 있는 문제를 받아들이고 실패를 극복해가는 것으로 정신적으로 강하게 성장한다. 하나가 미국으로 귀국한 뒤에는 하나와의 약속을 지키기 위해서 요사코이를 네 명이서 끝까지 추었고 자신의 의사로 전진하자며 친구들에게 강력히 표명했으며 멤버의 중심이 되어 일치 단결하여 실전인 이마이즈미 신사 여름 축제(애니메이션 판에서는 ‘하나아야 요사코이 축제’)에 임했다.
동아리의 엠블럼은 나루가 고안한 것이며 히로인 각자가 좋아하는 꽃으로 구성되어 있다.
히가시나카 백화점 20주년 축제에서 요사코이를 췄을 때는 의상으로 사용하기 위해 폐부한 라쿠고 연구회 부실에서 하오리를 빌렸었으나 나중에 자신의 개성을 노래와 춤에 맞추어 표현하겠다는 나름대로의 제안에 의해 오리지널 하오리와 일본식 우산을 만들게 된다. 디자인을 맡은 나루는 하나의 조언을 듣고 엠블럼과 같이 그녀들이 좋아하는 꽃무늬를 붙이기로 생각하여 마사루에 하오리와 마크를 주문했다.
하나 N. 폰테인스탠드 (ハナ・N・フォンテーンスタンド) 
성우 - 타나카 미나미
미국 뉴저지주 프린스턴에서 유이하마중학교로 유학 온 금발의 중학교 2학년. 14세.
혈액형 AB형, 신장 144cm, 체중 39kg, 5월 2일생 황소자리. 좋아하는 꽃은 블루스타.
성격은 긍정적이고 적극적이나, 작은 키를 신경 쓰고 있다. 취약 과목은 국어와 사회. 나루코를 항상 가지고 다니며, 돌아다닐 때에는 기모노를 곧잘 몸에 걸친다.
활발한 데다 운동이 특기이며 미국에서 살던 때에는 닌자를 동경하여 프리 러닝을 하고 있었다. 또한 몸집이 작으면서고 식욕은 왕성하다.
어렸을 때 가족 여행으로 방문한 일본에서 봤던 요사코이의 화려하고 힘찬 춤에 매료되어 스스로도 참가하고 싶다는 꿈을 실현하기 위해서 유학했다.
중학교에서는 나루를 요사코이 멤버로 권유하고, 친구들과 함께 요사코이 축제에 참가하기 위해 활동하고 있다. 후에 요사코이 부를 만들고 학교 옥상을 부실 대신으로 연습 등의 활동을 하고 있다. 요사코이를 추는 한 자신들과 관객도 모두 같이 즐겁게 웃는 얼굴이 될 수 있는 세상을 만드는 것을 목표로 하고 있다. 또한 요사코이의 안무 구성은 그녀가 담당하여 고안하고 있다.
실전인 여름 축제(애니메이션 판에서는 ‘하나아야 요사코이 축제’) 직전, 어머니 제니퍼가 일본을 찾아와 가족 세 명이서 생활을 다시 하고 싶다는 이야기를 들어 부모님의 심정을 헤아리다 자신의 본심을 억누르고 미국으로 귀국한다. 그러나 나루 일행과의 약속과 자신의 꿈을 참지 못하고 어머니에게 마음을 털어놓아서 일본으로 돌아가 나루 일행이 기다리는 여름 축제 회장으로 향하여 화려한 무대에서 네 명과 재회한다. 소중한 친구들과 함께 전력을 다하여 요사코이는 무사히 성공을 거둔다.
사사메 야야 (笹目 ヤヤ) 
성우 - 오쿠노 카야
유이하마중학교 2학년. 14세. 혈액형 A형, 신장 158cm, 체중 48kg, 6월 1일생 쌍둥이자리. 좋아하는 꽃은 붉은 장미.
재색겸비, 용모수려한 여자아이이지만 글씨를 못 쓴다. 집은 ‘사사메(さゝめ)’라는 소바 가게를 운영하고 있으며, 남동생이 있다. 또한 은밀한 음질 마니아이다.
나루와는 초등학교 때부터 가장 친한 친구이며 항상 나루를 걱정하고 있다. 그러나 솔직하지 않은 성격 탓에 때로는 나루에게 심술궂게 말해 버려서 후회도 많다. 하나에게는 그것을 츤데레라며 놀림받는다.
처음에는 요사코이에 그다지 호의적이지 않아 나루의 변화를 인정하지 못하고 하나와 함께 요사코이에 열중하는 것에 불만을 품는다. 그러나 나루가 진심으로 연습에 임하는 모습을 보아 노력하는 그녀를 인정하고 또 하나와의 교제를 통해 요사코이에 대한 이해가 점차 깊어진다. 이윽고 나루가 걱정되어 내버려 둘 수 없어서 이름만 올려 놓은 요사코이 부의 부원이 된다.
착실한 성격으로 친구들이나 사리 선생님에게 의지받고 있으며 동아리의 촉진자가 되는 경우가 많다.
아마추어 밴드 ‘Need Cool Quality’에 소속되어 드럼을 담당하고 있었지만 목표하고 있던 오디션에서 탈락한 것을 계기로 멤버가 각기 다른 활동에 눈을 돌리게 되어 밴드는 해산하고 만다. 자신의 이상이 와해되었다고 생각하여, 잘 활동하는 나루 일행을 질투하고 한때는 나루 일행을 떨쳐 버리지만 나루 일행이 필사적으로 마음을 호소한 것에 의해 자신의 심정을 털어놓아 화해하고 본격적으로 요사코이 부활동 참여를 다짐한다.
여름 축제(애니메이션 판에서는 ‘하나아야 요사코이 축제’)를 위해 타미와 함께 반주에 사용될 음원의 작곡을 담당했다.
니시미카도 타미 (西御門 多美) 
성우 - 오츠보 유카
유이하마중학교 3학년인 학생 부회장. 14세. 혈액형 O형, 신장 155cm, 체중 48kg, 10월 12일생 천칭자리. 좋아하는 꽃은 백합.
温厚な性格であり、容姿端麗・頭脳明晰で大和撫子を地で行くような人物。なるとは父親同士が友人の縁で幼馴染である。なる曰く「お姫様」のようであり、幼い頃から「タミお姉ちゃん」と慕われている。また多美自身もなるを妹の様に思っている。
多忙な生活を送る中で学生らしく遊ぶことに憧れており、生徒会の取り締まりの一環で真智と共に屋上へ訪れた際になる達の活動へ興味を持ち、その後も何かと屋上へと足を運んで活動に協力する。
父親に対しては並々ならぬ愛情と憧れを抱いており、親友である真智には父親の話ばかりするためファザコンと評されている。
裕福かつ厳格な家柄の出身であり、小学生の頃から父親の意向でバレエ・ピアノ・茶道・華道など多くの習い事をこなしていたが、なる達が活動に励む姿を見たことで、父親への不安から自分の気持ちを押し殺し、父親に示されるままに生きる自らの在り方に疑問を持ち心を揺らす。真智からのアドバイスやなるからの訴えを受け、己の足で新しい世界へと踏み出したいと思ったことで父親に本心を伝え、よさこい部への参加を決意する。
토키와 마치 (常盤 真智) 
성우 - 누마쿠라 마나미
유이하마중학교 3학년인 학생회장. 14세. 혈액형 B형, 신장 163cm, 체중 50kg, 8월 5일생 사자자리. 좋아하는 꽃은 해바라기.
성실한 성격으로 정의감이 강하고 항상 엄격한 태도이지만 친구인 타미의 부탁에는 약하다. 단 음식이나 아이돌·귀여운 것을 좋아하지만 자신의 인상과 차이가 나기 때문에 비밀로 하고 있다.
또한 지기 싫어하는 일면도 있으며, 학교가 중·고교가 한 학교임에도 불구하고 전국 모의 시험의 성적을 올리려 노력하고 있다.
어릴 때부터 언니 사리의 노력하는 모습에 강한 동경을 가지고 있었으나, 어느 날 사리에게 노력하는 것을 부정당해 사리가 가출한 것 때문에 버림받았다고 생각해 트라우마를 가지고 있었다. 그 때문에 사리가 선생님인 것을 강하게 부정하고 있었지만 본심은 사리를 싫어하지 못하고, 사리가 공연 용의 음악 CD를 집에 두고 왔을 때에는 사리의 부탁을 들어주어 집까지 가지러 갔다.
요사코이 부와는 공식적인 동아리가 아닌 것과 사리가 고문인 것 때문에 종종 대립하지만, 타미의 설득 덕분에 ‘사리가 마치를 통해 얻은 선생님이 되겠다는 꿈을 이루기 위해 집을 나와서, 마치와 함께 의사가 되겠다는 약속을 깬 채 말없이 떠난 것이 마음에 걸렸던 것과, 유이하마 학원에 마치가 다니고 있었기 때문에 비상근무 형태로 교사가 된 것’을 알게 되어 태도를 고쳐 사리와 화해하여 앙금은 무사히 허물어졌다.
그 후, 마치 자신이 희망하고 타미가 권유하여 요사코이 부에 입부하게 된다. 처음에는 그녀의 엄격한 인상 때문에 나루 일행은 어려워하지만, 그녀가 나루 일행에게 말을 놓자고 웃는 얼굴로 설득함으로써 자연히 긴장은 풀렸다.
토키와 사리 (常盤 沙里) 
성우 - 토요구치 메구미
유이하마중학교의 교사이며 마치의 언니. 25세 독신. 혈액형 O형, 신장 165cm, 체중 51kg, 1월 28일생 물병자리. 좋아하는 꽃은 가자니아.
なる達のクラスの担任であり、担当教科は英語。教師になってから3年と新任ではあるが、生徒の間での信頼は厚く、「サリーちゃん」という愛称で呼ばれ親しまれている。
훈훈한 성격이며, 외모 단려·두뇌 명나라에서 야마토 쓰코를 땅으로 가는 그런 인물.지기란 아버지끼리 친구의 인연으로 유소년 친숙하다.지기고 '공주님' 같고, 어릴 적부터 '타미 누나'로 사모된다.,다미 자신도 지는 것을 누이처럼 생각한다.
바쁜 생활을 하는 동안 학생답게 놀기를 동경하고 있으며, 학생회 단속의 일환으로 진지와 함께 옥상에 방문했을 때가 되는 이들의 활동에 관심을 가지며 [주5], 그 후에도 뭔가와 옥상으로 발걸음을 옮겨 활동에 협력한다.
아버지에 대해선 나름대로의 애정과 동경을 품고 있고, 친한 친구인 진지에게는 아버지의 이야기만 하기 때문에 파자콘으로 평이 나 있다.
부유하고 엄격한 가정 출신으로 초등학생 시절부터 아버지의 뜻으로 발레 피아노 다도 화도 등 많은 배움을 해왔지만, 과연 활동에 힘쓰는 모습을 보았을 때 아버지에 대한 불안감에서 자신의 마음을 누르고 아버지에게 보여주는 그대로 사는 자신의 방식에 의문을 갖고 마음을 흔들었다.,진지로부터 조언과 조언을 받고, 자신의 발로 새로운 세계로 나가고 싶다는 생각으로 아버지에게 진심을 전하고, 야사코 부에 참여를 결심한다.
후에다 란 (笛田 蘭) 
유이하마중학교 1학년. 13세. 신장 146cm. 체중 40kg. 10월 14일생 천칭자리. 좋아하는 꽃은 난초. 반은 1학년 1반. 일인칭은 ‘란(ラン)’, ‘나(私)’. 요사코이 부의 신입생이며 여름 축제 후에 요사코이 부에 입부 신청서를 제출했다. 성격은 어린애같고 건방진 언동이 눈에 띄기도 하며 사교적이어서 요사코이 부에는 바로 익숙해져 갔다.
야야가 밴드 활동을 계속했을 때부터 동경하고 있었으며 그녀와 친해지고 싶다고 전부터 생각하고 있었으나 그녀가 갑자기 요사코이 부에 전념하게 되어 좌절을 느끼고, 원흉이라고 생각된 하나를 실추시켜 요사코이 부를 빼앗을 계획을 생각한다. 또한 요사코이 부의 수준이 낮다고 평하고 자신이 진짜 요사코이를 가르치겠다고도 장담한다.
なる達には「先輩」と敬意をもって接するが、ヤヤの経緯からハナだけは敵対視して対抗心を燃やしており、悪戯や挑戦状を送り付けるなど何かと挑発的な態度をとり続ける。
小学1年生の頃から色々なダンスを習っていたことから素人であるハナに対して優越感を抱いていたが、部長の座を賭けてダンスで勝負すると観客の目はハナへと徐々に向かっていき、焦りを感じたことで無茶をして目を引こうとするが、危うく怪我をしそうになりヤヤに怒られたことでヤヤに思いの丈を打ち明ける。その際にヤヤが誤解であると弁明しハナを庇護したことでハナを見直すようになる。
주니쇼 와코 (十二所 わ子) 
유이하마중학교 1학년. 13세. 신장 151cm. 체중 42kg. 11월 29일생 궁수자리. 좋아하는 꽃은 차나무. 란의 반 친구이며 자리는 그녀의 뒷자리이다. 타미와는 나루와 같은 소꿉 친구.
多美と校舎内で再会し、よさこい部に蘭を「キケンな奴」と警告する。蘭のことは妹のようにも思っている。後にランとの口論の末、よさこい部に入部する。裁縫が得意。
実家は神社兼農家で、跡取り娘。鶏を飼っている。

### 주변 인물
Need Cool Quality (ニード クール クオリティー) 
야야가 소속된 아마추어 밴드. 통칭 ‘니쿠큐(にくきゅう)’. 멤버는 모두 야야의 동급생이며 중학교 2학년. TV 애니메이션화 이전의 원작에서는 밴드 멤버의 풀네임과 유닛명은 언급이 없고 애니메이션화에 맞춰 이름이 설정되었다. 원작에서는 61화(2016년 11월 호)에 재등장했을 때 새롭게 자기소개하는 장면이 있고, TV 애니메이션판에서 설정된 멤버의 풀네임과 밴드명이 반영되어 있다.
그녀들의 아마추어 밴드는 공식적으로 공인되지 않은 과외 활동이며 오디션 출전을 목표로 하여 자신들의 힘만으로 연습·활동을 하고 있다. 이야기의 시작 부분에서 야야의 친구들로 등장하고, TV 애니메이션판의 제1화에서는 아직 아무것도 열중할 것을 가지지 못하고 있던 나루 앞에서 ‘고독 시그널’을 선보여 그녀를 감동시킨다. 그러나 제3권에서는 오디션 탈락을 계기로 해산하게 되어 야야과 어색한 사이가 되어 버리지만 이마이즈미 신사 여름 축제 때에는 요사코이 부의 무대를 보러 온다.
밴드의 로고는 멤버의 담당 성우 네 명이 각자 디자인한 것을 누가 그린 것인지 모르는 상태에서 공개하고 그 중에서 트위터 리트윗을 이용하여 투표를 모집해 가장 표가 많았던 것을 결정하게 되었다. 그 결과, 카지와라 아리사 역인 야마모토 아야노의 디자인이 밴드의 로고로 정식 채용되어 CD ‘고독 시그널’의 초회 특전인 픽 디자인 등에 사용되게 되었다.
야마노시타 사치코 (山ノ下 祥子) 
성우 - 와카이 유키
니쿠큐의 리드보컬·기타 담당. 별명은 ‘삿찡(さっちん)’.
코마치 유이카 (小町 結香) 
성우 - 타카이 마이카
니쿠큐의 기타·코러스 담당. 별명은 ‘윳찡(ゆっちん)’.
카지와라 아리사 (梶原 亜里沙) 
성우 - 야마모토 아야노
니쿠큐의 베이스 담당. 별명은 ‘앗찡(あっちん)’. 밴드의 애칭인 ‘니쿠큐’는 그녀의 한마디에서 유래.
오후나 마사루 (大船 勝) 
성우 - 코야마 츠요시
요사코이 가게 ‘마사루(勝)’의 점장. 33세 독신. 스킨헤드에 선글라스가 특징.
登場人物の名前の接尾に「〜っち」と付けて呼んでおり、ハナからは「アニキ」、沙里からは「ウミボーズ」と呼ばれている。
強面な外見とは裏腹に、なる達の相談に乗ったりよさこいについてアドバイスするなど面倒見の良く親切な人物。
また、なる達だけでなく他の学生グループへもよさこいの指導をしており、町内会の活動にも協力している。
なる達が見学に訪れた第34回みどりまつり(アニメ版では湘南よさこい祭り)開催地近くのカフェでは沙里先生と偶然出会い、一目惚れした。
しかしハナと真智からはその弱みを突かれ、沙里先生のメールアドレスの提供や仲を取り持つことを条件に鳴子や布の値引きを交渉された。
アニメ版では沙里に良い格好を見せようとよさこい部には世話を焼いており、花彩よさこい祭の申込期間漏れでは参加するために事務局へ懇請し、ハナの帰国時には見送るべくなる達を空港へ車で送り届けるなど部活動の直面する窮地を度々救っている。
세키야 나오마사 (関谷 直正) 
성우 - 오카와 토루
나루의 아버지. 56세. なるのことを常に気に掛けている。また、自宅の道場にて居合の師範を務めている。多美の父親とは親友である。
当初はなるがよさこいに夢中になっていることを知らされておらず、なるに恋人ができたのではないかと勘違いして不安になっていたが、夏祭り（アニメ版では「花彩よさこい祭」）の際には誤解を解き、夫婦揃ってステージに駆けつける。その経緯について原作では詳細に触れられていないが、テレビアニメ版ではやり取りの様子が一場面を設けて描かれており、なるの精神的な成長を認めて送り出している。
세키야 토모 (関谷 とも) 
나루의 어머니. 39세. 세키야 가에서 가장 강하다.
하나의 아버지
성우 - 우에다 유지
マンションでハナと2人で暮らしている。活動的なハナにもっと女の子らしく振る舞って欲しく思い、女の子らしい家具を買い与えている。
妻であるジェニファーとは離婚しているが、関係は決して悪いものでは無く、親権のある彼女から面倒を見るためにハナを預かっている。
職業は英会話教室の教師をしており、アニメ10組目にてなる達を勧誘していた。
제니퍼 N. 폰테인스탠드 (ジェニファー・N・フォンテーンスタンド) 
성우 - 타카하시 치아키
하나의 어머니. 캐리어 우먼이며 요리를 못 한다. 미국 내의 지사를 전전하는 바쁜 직업의 특성으로 인해 요리는 평소 남편에게 맡겨 놓는다.
後に夫婦生活の疲れから夫とは離婚しており、彼女がハナの親権を持ったためアメリカではハナと同居していた。後にハナを心配して自らも日本へと渡り、ハナのために弁当を作ろうと苦手な料理に挑んだ。
その後、家族3人で再び生活をやり直したいと思い直したことをハナに伝えるとハナと共にアメリカへ帰国するが、ハナが仲間達との約束を叶えられず悔いていることを知ると、親として快く娘の気持ちを受け入れ、日本へ戻ることを許した。
야야의 아버지
성우 - 고토 코스케
소바 가게 ‘사사메(さゝめ)’의 주인. 애니메이션 2화에서 목소리만으로 등장.
타미의 아버지
성우 - 토치 히로키
顎鬚を蓄えスーツを纏った長身の人物。娘のことを誇りに思っており、多美からも「お父様」と慕われている。なるの父親・直正とは親友である。
梅さん
성우 - 마에다 토시코
多美の家のお手伝い。65歳。デジタル機器に弱い。趣味は着物の和裁。多美とは仲が良く、度々世間話をしている。

## 서적

### 단행본
1. 제1권, 2011년 12월 12일 발매, 2011년 12월 27일 초판 발행, ISBN 978-4-8322-4089-6
2. 제2권, 2012년 7월 12일 발매, 2012년 7월 27일 초판 발행, ISBN 978-4-8322-4167-1
3. 제3권, 2013년 4월 12일 발매, 2013년 4월 27일 초판 발행, ISBN 978-4-8322-4285-2
4. 제4권, 2014년 1월 10일 발매, 2014년 1월 25일 초판 발행, ISBN 978-4-8322-4392-7
5. 제5권, 2014년 7월 11일 발매, 2014년 7월 26일 초판 발행, ISBN 978-4-8322-4461-0
6. 제6권, 2014년 9월 12일 발매, 2014년 9월 27일 초판 발행, ISBN 978-4-8322-4478-8
7. 제7권, 2015년 8월 11일 발매, 2015년 8월 26일 초판 발행, ISBN 978-4-8322-4602-7
8. 제8권, 2016년 8월 10일 발매, 2016년 8월 25일 초판 발행, ISBN 978-4-8322-4731-4

### 앤솔러지·기타
- 《하나야마타 앤솔러지 코믹》 제1권, 2014년 8월 11일 발매, 2014년 8월 26일 초판 발행, ISBN 978-4-8322-4471-9
- 《하나야마타 화집 꽃 그림 다수 (카가아마타)》, 2014년 9월 12일 발매, 2014년 9월 27일 초판 발행, ISBN 978-4-8322-4481-8
- 《하나야마타 TV 애니메이션 공식 가이드북 colorful flowers》, 2014년 12월 12일 발매[9], 2014년 12월 27일 초판 발행, ISBN 978-4-8322-4506-8

## TV 애니메이션
| 원작                       | 하마유미바 소 (호분샤 《망가 타임 키라라 포워드》 연재)                                                                                 |
| 감독                       | 이시즈카 아츠코 |
| 시리즈 구성·각본           | 요시다 레이코 |
| 캐릭터 디자인 총 작화 감독 | 와타나베 아츠코 |
| 프롭 디자인                | 히나타 마사키 |
| 미술 감독                  | 야마네 히다리호 |
| 미술 설정                  | 츠나도 에이코 |
| 색채 설계                  | 오노 하루에 |
| 촬영 감독                  | 후지타 켄지 |
| 3D CG 디렉터               | 타나카 야스타카 |
| 편집                       | 키무라 요시코 |
| 음향 감독                  | 후지타 아키코 |
| 음악                       | 타카다 류이치, 호아시 케이고 |
| 음악 프로듀서              | 무라카미 타카시 |
| 음악 제작                  | DIVE II entertainment |
| 프로듀서                   | 타나카 히로유키, 코바야시 히로유키, 스가사와 마사히로 시미즈 미카, 하야시 요헤이, 츠카나카 켄스케 바바 요코, 모모타 히데오, 홋타 쇼이치 |
| 프로듀서                   | 나카모토 켄지 (애니메이션) |
| 애니메이션 제작            | 매드하우스 |
| 제작                       | 하나야마타 제작 위원회 |

2014년 7월부터 9월까지 방송되었다. 원작의 제1권부터 멤버 5명이 정식 부원이 되어 여름 축제(애니메이션판에서는 ‘하나아야 요사코이 축제’)의 스테이지를 성공시키는 제5권까지의 내용이 세부적인 차이는 있으면서도 대체로 원작에 따른 형태로 영상화되었다. TV 애니메이션판에서 원작으로 역수입된 묘사나 에피소드도 있는데, 예를 들면 TV 애니메이션판에서는 제10화에서 축제 직전에 일어난 일로 그려져, 원작에서는 제6권에서 축제 뒤에 일어난 일로 수록되어 있는 합숙 에피소드는 TV 애니메이션판의 스태프가 제안한 에피소드를 원작자가 마음에 들어 가져온 것이라고 한다.
대한민국에서는 애니플러스가 수입하여 동시 방영하였다.
TV 애니메이션화의 기획이 감독인 이시즈카 아츠코가 오퍼를 받은 시점에서는, 원작 만화는 제2권(2012년 7월 발행)까지가 간행되어 있었으며 2012년 가을 무렵에는 주요 스태프가 정해졌다. TV 애니메이션화의 발표는 2013년 12월에 《망가 타임 키라라 포워드》에서 이뤄졌다. 해당 잡지 연재 작품의 애니메이션화는 《꿈을 먹는 메리》 이후 3년 만이며 TV 도쿄에서 ‘망가 타임 키라라’계 원작 작품이 방송되는 것은 《카나메모》이후 5년 만이 된다. 같은 해 6월 28일에 개최된 이벤트 ‘츠기아니! 2014 여름’에서는 TV 애니메이션의 소개와 제1화의 선행 상영이 이뤄졌다. 또한 TV 애니메이션 방송 개시에 앞서 공식 애플리케이션 ‘나루 앱’이 구글 플레이 / 아이튠즈 스토어에서 배포되고 있다(자세히는 #애플리케이션 참조).

### 주제가
오프닝 테마 〈꽃은 향기와 함께 춤출지어니〉
작사 - 하타 아키 / 작곡·편곡 - 타나카 히데카즈 / 안무 - 나카무라 노부유키
노래 - 팀 “하나야마타” [세키야 나루 (우에다 레이나), 사사메 야야 (오쿠노 카야), 하나 N. 폰테인스탠드 (타나카 미나미), 니시미카도 타미 (오츠보 유카), 토키와 마치 (누마쿠라 마나미)]
TV 애니메이션판의 삽입곡으로 사용되었으며, 주요 등장인물들이 무대에서 춤추기 위해 스스로 자기들이 만든 곡으로 이야기 중에 등장한다. 극중 설정은 니시미카도 타미가 작곡, 사사메 야야가 연주 및 작사를 담당하고 토키와 마치가 가사의 내용을 일부 변경한 것으로 되어 있으며 가사의 내용에 대해 상담하고 무대에서 재생하기 위한 노래를 녹음하는 모습이 그려진다. 또한 원작 만화의 경우 백화점 이벤트 전에 타미가 곡을 만들고, ‘팝하고, 큐트하고, 심야에 방송되던 TV 애니메이션에 나오는 재패니즈 걸 밴드 풍의 곡’이라고 평가받는 장면이나 여름 축제를 위한 신곡을 야야와 타미가 만들었다고 하는 언급이 있으나 가사 내용에 대해서는 원작에서 언급이 없으며 TV 애니메이션판만의 특징이 되어 있다.
엔딩 테마
〈꽃눈〉 (제1화 ~ 제11화)
작사·작곡·편곡 - 유유 / 노래 - smileY inc.
〈꽃눈 (팀 “하나야마타” ver.)〉 (제12화)
작사·작곡·편곡 - 유유 / 노래 - 팀 “하나야마타”

삽입곡 〈고독 시그널〉 (제1화)
작사 - 하타 아키 / 작곡·편곡 - 히로카와 케이이치 / 노래 - Need Cool Quality
극중에서 사사메 야야가 소속된 아마추어 밴드가 연주하는 곡.

#### 요사코이 음악 제공
〈코코로후루사토〉 (제2화)
작곡 - 나카무라 노부유키 / 편곡 - 수에마츠 타카히사 / 협력 팀 - 아카네마루
〈시나토야세이초〉 (제5화, 제12화)
작곡·편곡 - 수에마츠 타카히사
〈카게츠한렌노카제〉 (제12화)
작사 - 나카무라 노부유키 / 작곡·편곡 - 수에마츠 타카히사 / 협력 팀 - 아카네마루
〈촌마게〉 (제12화)
작사 - 나카무라 노부유키 / 작곡·편곡 - 수에마츠 타카히사 / 협력 팀 - 촌마게
〈아이네〉 (제12화)
작사·작곡·편곡 - 이쿠마 아키라 / 협력 팀 - 신

### 에피소드 목록
| 화수         | 부제목                                     | 그림 콘티                       | 연출              | 작화 감독                                  | 원작                        |
| ------------ | ------------------------------------------ | ------------------------------- | ----------------- | ------------------------------------------ | --------------------------- |
| 첫 번째 조   | Shall we dance? (シャル・ウィ・ダンス?)    | 칸베 마모루                     | 이시즈카 아츠코   | 오 코쿠넨                                  | 제1화 ~ 제4화               |
| 두 번째 조   | Jealousy rose (ジェラシー・ローズ)         | 칸베 마모루                     | 나카무라 치카요   | 하라다 미네후미, 고토 마리코               | 제5화 ~ 제7화               |
| 세 번째 조   | Girl’s Style (ガールズ・スタイル)          | 사야마 키요코                   | 호소카와 히데키   | 히나타 마사키                              | 제6화·제8화·제11화          |
| 네 번째 조   | Princess Princess (プリンセス・プリンセス) | 사야마 키요코                   | 사이토 히로야     | 키쿠치 요스케, 오카와 미호코               | 제9화·제10화·제12화·제13화  |
| 다섯 번째 조 | First Step (ファースト・ステップ)          | 아오키 히로야스                 | 와타나베 코토노   | 오 코쿠넨                                  | 제14화·제15화               |
| 여섯 번째 조 | Try Try Try (トライ・トライ・トライ)       | 시마츠 히로유키                 | 시미즈 아키라     | 사이토 히로키, 고토 마리코                 | 제16화 ~ 제19화             |
| 일곱 번째 조 | Girl Identity (ガール・アイデンティティー) | 사야마 키요코                   | 요시무라 후미히로 | 카타야마 미유키, 미우라 나나               | 제19화 ~ 제22화             |
| 여덟 번째 조 | Mission Event (ミッション・イベント)       | 이시즈카 아츠코 나카조노 마코토 | 호소카와 히데키   | 히나타 마사키                              | 제23화 ~ 제26화             |
| 아홉 번째 조 | Sister Complex (シスター・コンプレックス)  | 아사카 모리오                   | 세키타 오사무     | 키쿠치 요스케, 오카와 미호코 요시다 하지메 | 제27화 ~ 제29화             |
| 열 번째 조   | 온천 합숙 (オンセン・ガッシュク)           | 시마츠 히로유키                 | 나카무라 치카요   | 고토 마리코, 서정덕                        | 제27화·제30화·제31화·제36화 |
| 열한 번째 조 | Smile is Flower (スマイル・イズ・フラワー) | 와타나베 코토노                 | 와타나베 코토노   | 김금수                                     | 제31화·제32화               |
| 열두 번째 조 | 하나야마타 (ハナヤマタ)                    | 사야마 키요코                   | 이시즈카 아츠코   | 오 코쿠넨                                  | 제33화·제34화               |

### 관련 상품

#### BD / DVD
| 권수 | 발매일           | 수록 에피소드   | 규격 품번         | 규격 품번    |
| 권수 | 발매일           | 수록 에피소드   | BD 초회판         | DVD 초회판   |
| ---- | ---------------- | --------------- | ----------------- | ------------ |
| 1    | 2014년 9월 26일  | 제1화 ~ 제2화   | AVXA-74557/B      | AVBA-74545/B |
| 2    | 2014년 10월 24일 | 제3화 ~ 제4화   | AVXA-74558/B      | AVBA-74546/B |
| 3    | 2014년 11월 28일 | 제5화 ~ 제6화   | AVXA-74559/B      | AVBA-74547/B |
| 4    | 2014년 12월 26일 | 제7화 ~ 제8화   | AVXA-74560/B      | AVBA-74548/B |
| 5    | 2015년 1월 23일  | 제9화 ~ 제10화  | AVXA-74561/B      | AVBA-74549/B |
| 6    | 2015년 2월 27일  | 제11화 ~ 제12화 | AVXA-74562/B      | AVBA-74550/B |
| BOX  | 2016년 12월 23일 | 제1화 ~ 제12화  | EYXA-11185/92/B/C | -            |

### 웹 라디오
라디오 하나야마타~교내 방송, 하지 않겠어요?
2014년 7월 29일부터 2015년 3월 31일까지 일본 HiBiKi 라디오 스테이션에서 방송된 웹 라디오 방송. 매주 화요일 업데이트, 전36회. 퍼스널리티는 우에다 레이나 (세키야 나루 역), 타나카 미나미 (하나 N. 폰테인스탠드 역).
게스트
- 제5회·제6회 - 오쿠노 카야 (사사메 야야 역)
- 제7회·제8회 - 오츠보 유카 (니시미카도 타미 역)

라디오CD
| 라디오 하나야마타~교내 방송, 하지 않겠어요? | 라디오 하나야마타~교내 방송, 하지 않겠어요? | 라디오 하나야마타~교내 방송, 하지 않겠어요? | 라디오 하나야마타~교내 방송, 하지 않겠어요? | 라디오 하나야마타~교내 방송, 하지 않겠어요? | 라디오 하나야마타~교내 방송, 하지 않겠어요? |
| vol                                         | 발매일                                      | 신규 특별판 게스트                          | 과거 방송 수 ※일부 편집                     | 규격 품번                                   | 비고                                        |
| ------------------------------------------- | ------------------------------------------- | ------------------------------------------- | ------------------------------------------- | ------------------------------------------- | ------------------------------------------- |
| 1                                           | 2014년 11월 26일                            |                                             | 제1회 ~ 제9회                               | HBKM-0022                                   |                                             |
| 2                                           | 2015년 1월 28일                             | 누마쿠라 마나미 (토키와 마치 역)            | 제10회 ~ 제20회                             | HBKM-0037                                   |                                             |
| 3                                           | 2015년 4월 29일                             | 토요구치 메구미 (토키와 사리 역)            | 제21회 ~ 제30회                             | HBKM-0042                                   |                                             |
| 4                                           | 2015년 6월 10일                             |                                             | 제31회 ~ 제36회                             | HBKM-0052                                   | 오리콘 최고 239위                           |

### 인터넷 방송
니코니코 생방송, 하지 않겠어요? ★하나야마타 요사코이 부입니다!★
2014년 5월 27일부터 2014년 9월 21일까지 일본 니코니코 생방송에서 부정기적으로 생방송되었다. 각 히로인의 성우 5명인 우에다 레이나 (세키야 나루), 타나카 미나미 (하나 N. 폰테인스탠드), 오쿠노 카야 (사사메 야야), 오츠보 유카 (니시미카도 타미), 누마쿠라 마나미 (토키와 마치)가 출연.
횟수에 대해서는 ‘○ 번째 조’로서 ‘니코니코 생방송, 하지 않겠어요? 첫 번째 조 ★하나야마타 요사코이 부입니다!★’라고 표기된다.
첫 번째 조 (2014년 5월 27일), 두 번째 조 (2014년 7월 6일), 세 번째 조 (2014년 8월 26일), 네 번째 조 (2014년 9월 21일)

## 게임
하나야마타 요사코이 LIVE!
플레이스테이션 비타용 소프트웨어로 2014년 11월 13일에 반다이 남코 게임즈에서 발매되었다.
2014년 9월 18일부터 9월 21일까지 개최된 도쿄 게임 쇼 2014에서는 반다이 남코 게임즈 부스 내에 한정판 패키지 전시와 게임 시연대가 출전되었다. 또한 게임에서 사용되는 각 캐릭터 송은 해당 시연회에서 처음으로 공개되었다. 9월 21일에는 부스 내 특설 스테이지 및 니코니코 생방송 스튜디오에서 요사코이 부의 성우 5명에 의한 토크 이벤트가 공개되었다.
하나야마타 요사코이 퍼즐!
스마트폰용으로서 2015년 4월 26일부터 배포 중.

## 애플리케이션
나루 앱
스마트폰 본체를 흔듦으로써 각 캐릭터를 이미지한 나루코 소리를 재생하는 기능을 갖춘 공식 애플리케이션. 후에 업데이트되어 캐릭터 보이스의 재생 기능도 추가되었다.
2014년 5월 28일에 BOND&PARTNERS INC.에서 배포되어 지원 기종은 안드로이드 (4.0 이상), iOS (6.0 이상), 무료.

### 주해
1. ↑  原作・アニメ共に鎌倉の実在する場所が背景として頻繁に使用されている。単行本4巻25Pでは長谷駅の駅名が登場する他、単行本5巻107Pの回想では江ノ島駅が英字表記で登場する。
2. ↑  애니메이션에서는 10화에서 여관의 일본식 우산을 보고 것으로 하나가 안무에 포함시켰던 것을 생각해내 야야가 근처 음식점에서 얻어 온 낡은 일본식 우산을 보수해서 사용했다.
3. ↑  원작에서는 나루 일행에게 사정을 털어놓고 귀국하지만, 애니메이션에서는 네 명 앞에서는 감정을 참을 수 없을 거라 생각하여 말로 하지 못하고 편지로 사정을 전했다.
4. ↑  애니메이션에서는 〈꽃은 춤일지어니 이로하니호〉를 극중에서 타미가 작곡하여 야야가 편곡하고 야야가 고안한 가사를 5명의 의견을 바탕으로 개선하여 같이 작성했다고 다뤄지고 있다.
5. ↑  アニメ3組目では事前に、なるとハナが神社の境内でよさこいの演舞をする様子を目撃している。
6. ↑  原作4巻60Pにて真智は苦手と言っているが、原作6巻49Pにて実は甘いものが好きであると多美は語っている。アニメでは12組目にて沙里が「チョコレート味」が好みであると指摘しており真智自身も肯定している。8組目にて多美から分けて貰ったお菓子もチョコレート味のクッキーである（原作では受け取っていない）。
7. ↑  애니메이션 제6화의 아이캐치에서는 24세라고 되어 있다.
8. ↑  原作では1組目（第1巻収録）、20組目（第3巻収録）、34組目（第5巻）では3人が登場した際に「さっちん」の名前が呼ばれる場面があるほか、18組目、19組目（いずれも第3巻収録）ではヤヤ宛てのメールのFrom欄で「ゆいか」「さっちん」の名前が確認できる。
9. ↑  「説明するの大変だった」と1コマのみで説明されている。
10. ↑  노래인지 기악곡인지도 알 수 없다. 노래를 넣자고 제안하는 장면도 있지만 실현 여부에 대한 묘사가 없다.

## 참고 문헌
- まんがタイムきらら(編), 편집. (2014년 12월 27일). 《ハナヤマタTVアニメ公式ガイドブック colorful flowers》. 호분샤. ISBN 978-4-8322-4506-8.